# Luca Margaroli
Luca Margaroli (ur. 15 lutego 1992 w Brescii) – szwajcarski tenisista, reprezentant kraju w Pucharze Davisa.

## Kariera tenisowa
W karierze zwyciężył w czterech deblowych turniejach rangi ATP Challenger Tour. Ponadto wygrał dwadzieścia dwa deblowe turnieje rangi ITF.
W rankingu gry pojedynczej najwyżej był na 692. miejscu (23 października 2017), a w klasyfikacji gry podwójnej na 128. pozycji (6 maja 2019).

### Zwycięstwa w turniejach ATP Challenger Tour

#### Gra podwójna
| Końcowy wynik | Nr | Data             | Turniej   | Nawierzchnia | Partner           | Przeciwnicy                        | Wynik finału       |
| ------------- | -- | ---------------- | --------- | ------------ | ----------------- | ---------------------------------- | ------------------ |
| Zwycięzca     | 1. | 19 czerwca 2016  | Fergana   | Twarda       | Yannick Jankovits | Toshihide Matsui Vishnu Vardhan    | 6:4, 7:6(4)        |
| Zwycięzca     | 2. | 18 września 2016 | Meknes    | Ceglana      | Mohamed Safwat    | Pedro Martínez Oriol Roca Batalla  | 6:4, 6:4           |
| Zwycięzca     | 3. | 5 maja 2019      | Ostrawa   | Ceglana      | Filip Polášek     | Thiemo de Bakker Tallon Griekspoor | 6:4, 2:6, 10–8     |
| Zwycięzca     | 4. | 29 września 2019 | Florencja | Ceglana      | Adil Shamasdin    | Gerard Granollers Pedro Martínez   | 7:5, 6:7(6), 14–12 |